# Weihaiwej
Weihaiwej, sponsorisée San Patrignano Weihaiwej (née en 1984, morte en mars 2019), est une jument de saut d'obstacles allemande, inscrite au stud-book Oldenbourg, et montée par Franke Sloothaak avec qui elle est double médaillée d'or aux Jeux équestres mondiaux de 1994 à La Haye. Réputée pour son physique particulier, elle est surnommée « la jument aux yeux bleus » par ses admirateurs.

## Histoire
Elle naît en 1984. Son nom original est d'inspiration chinoise, ce qui donne lieu à des prononciations différentes et souvent inexactes, en fonction des locuteurs concernés. Son histoire sportive commence réellement en 1993, grâce à Vincenzo Muccioli, qui souhaite faire connaître San Patrignano au niveau international dans le monde du sport équestre. 
Elle est mise à la retraite à la fin des années 1990, et meurt en mars 2019, à l'âge avancé de 35 ans.

## Description
La célébrité de Weihaiwej est due en grande partie à son physique original, car elle porte une robe alezane avec une grande liste en tête, et possède deux yeux bleus,. Ses admirateurs la surnomment « la jument aux yeux bleus ». Bien qu'elle ait décroché une double médaille, elle n'était pas la meilleure jument d'obstacles de son époque, des montures telles que Ratina Z et Dollar Girl ayant obtenu de meilleurs résultats.  

## Palmarès
- En 1993[5]
  - 1re du grand prix de Walldorf G
  - 1re de la coupe des Nations à Rome
  - 1re du grand prix de CSIO de La Baule
- En 1994[5]
  - 2e de la finale de la coupe du monde à Bois-le-Duc
  - 2e de la coupe des Nations à Rome
  - 2e de du WC qualifier à Bruxelles
  - 1re du grand prix d'Arnhem
  - 1re des championnats du monde en individuel et par équipe à La Haye
- En 1995[5]
  - 2e du WC qualifier à Bologne
  - 1re de la coupe des nations à Rotterdam
  - 1re du WC qualifier à Bois-le-Duc
- En 1996[5]
  - 2e du WC qualifier à Dortmund
  - 2e du grand prix de Spagenberg
  - 1re du grand prix de Hanovre
  - 3e du grand prix de Paris Bercy
  - 3e du grand prix de Wiesbaden
  - 2e du CSIO de Modène
  - 1re de la coupe des Nations

Sa plus belle performance est sa double médaille d'or aux championnats du monde de La Haye en 1994.

## Origines
Weihaiwej est une petite-fille de Weltmeister, également grand-père d'Olympic Bonfire, et d'une jument fille de Grannus,.

## Reproduction
Weihawej a été mise à la reproduction en 2000, après sa carrière sportive. La plupart de ses poulains naissent par transfert d'embryon, et tout portent comme leur mère des noms d'inspiration chinoise. Elle a sept poulains, dont aucun n'a atteint le plus haut niveau, le plus fructueux étant Asha di San Patrignano, née en 2005, qui concourt à 1,50 m,.